# Mussaenda epiphytica
Espèce
Mussaenda epiphytica Cheek est une espèce de plantes tropicales de la famille des Rubiaceae et du genre Mussaenda, endémique d'Afrique centrale.

## Description
C'est un sous-arbrisseau qui peut atteindre 60 cm de hauteur.

## Distribution
Épiphyte – comme son épithète spécifique l'indique –, l'espèce a d'abord été considérée comme endémique des monts Bakossi au Cameroun, mais des travaux plus récents ont montré qu'elle était également présente au Nigeria.